# C/2020 F3 (NEOWISE)
C/2020 F3 (NEOWISE) ist ein Komet, der im Sommer 2020 mit bloßem Auge zu beobachten war. Er war der hellste auf der Nordhalbkugel sichtbare Komet seit C/1995 O1 (Hale-Bopp) im Jahr 1997 und C/2006 P1 (McNaught) im Jahr 2006/2007. Er wird von einigen als „Großer Komet“ angesehen.

## Entdeckung und Beobachtung

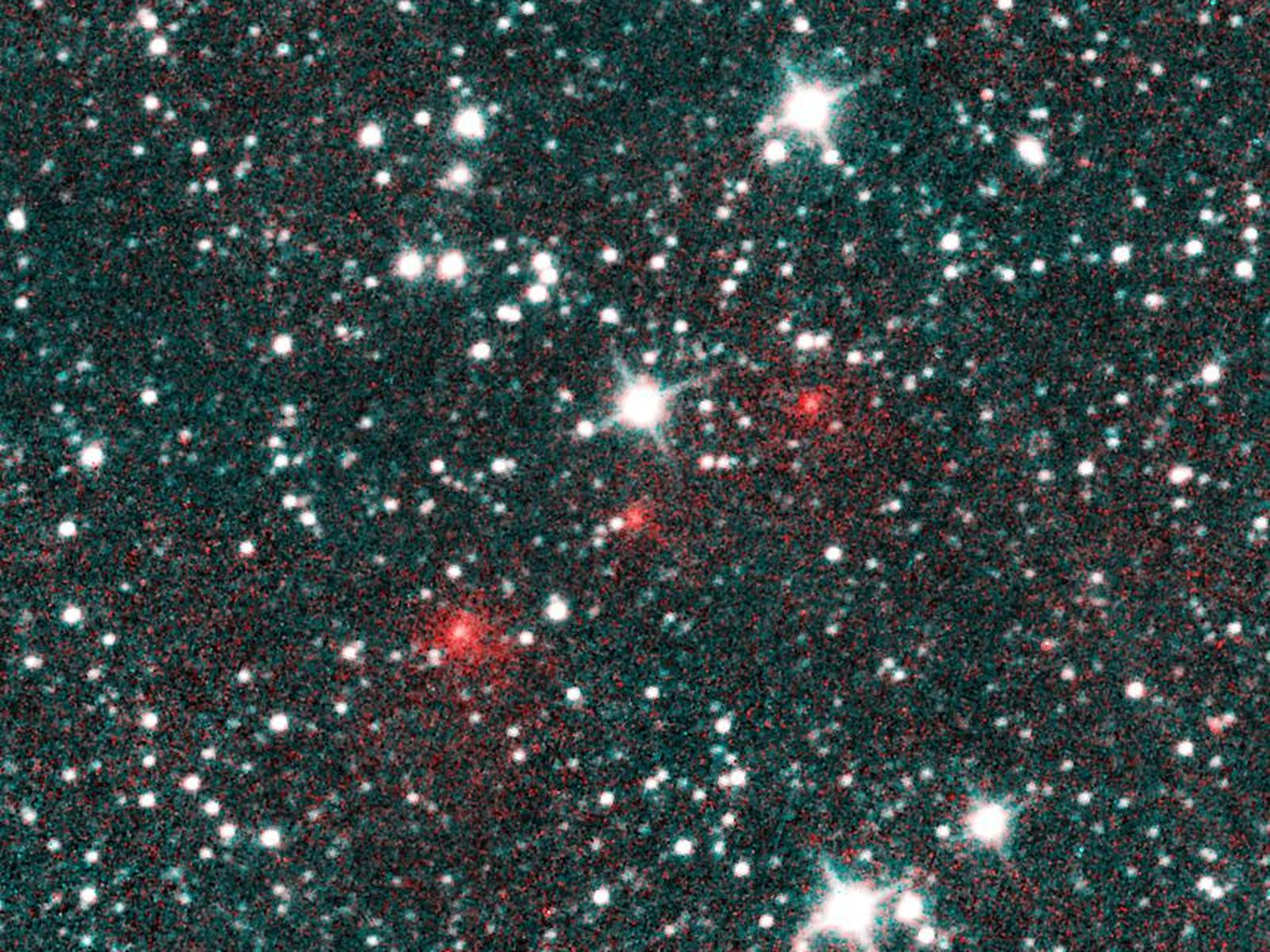
Die Eigenbewegung des Kometen C/2020 F3 fällt im Falschfarben-Kompositbild, erstellt am 27. März 2020 mit Aufnahmen des Weltraumteleskops WISE, als Reihe roter Flecken auf

Der Komet C/2020 F3 wurde im Rahmen des Projekts NEOWISE (Near-Earth Object Wide-field Infrared Survey Explorer) mithilfe des reaktivierten Weltraumteleskops Wide-Field Infrared Survey Explorer am Südhimmel entdeckt. Eine Serie von Infrarotaufnahmen vom 27. und 28. März 2020 zeigte den sich bewegenden Kometen vor dem Sternhintergrund bei einer Helligkeit von etwa 17 mag. Die erste Beobachtung mit einem terrestrischen Teleskop gelang am 31. März mit dem 2-m-Faulkes-Telescope-South am Siding-Spring-Observatorium in Australien. Zum Zeitpunkt seiner Entdeckung war C/2020 F3 etwa 2,1 AE von der Sonne und 1,7 AE von der Erde entfernt und befand sich damit im Bereich des Asteroidengürtels.
Bis Anfang Juni 2020 war die Helligkeit auf etwa 7 mag angewachsen, der Komet war bis zu dieser Zeit aber nur von der Südhalbkugel zu beobachten gewesen. In den folgenden Tagen stand er von der Erde aus gesehen zu nahe an der Sonne und war nicht zu beobachten. Um den 22. Juni lag die Helligkeit dann bereits bei 3 mag, stieg rasch weiter an und erreichte ein Maximum von 0,5 mag kurz nach seinem Periheldurchgang am 3. Juli. Zu dieser Zeit erschien der Komet für Beobachter in mittleren nördlichen Breiten erstmals am Morgenhimmel kurz vor Sonnenaufgang im Nordosten. Etwa ab dem 10. Juli war der Komet während der ganzen Nacht im Norden knapp über dem Horizont zu verfolgen. In der zweiten Monatshälfte erschien er bereits kurz nach Sonnenuntergang im Nordwesten und war dann bis kurz vor Sonnenaufgang im Norden zu beobachten Es entwickelte sich ein Schweif von über 14° Länge, aber ab Mitte des Monats hatte der Komet begonnen, wieder zu verblassen. Am 18. Juli um 21:04 Uhr UT ging er in knapp ein Zehntel Grad Abstand an dem Stern ι UMa vorüber. Gegen Ende des Monats ging er bereits gegen Mitternacht im Nordwesten unter, die Helligkeit fiel Anfang August unter 6 mag und lag Ende September noch bei 12 mag. Die letzte Beobachtung gelang am 8. Juni 2021 mit dem Pan-STARRS 1-Teleskop auf Hawaiʻi bei 22 mag.

## Wissenschaftliche Auswertung

### Visuelle, UV- und Infrarot-Astronomie
In den vier Monaten um den Periheldurchgang herum, d. h. von Mai bis August, wurde der Komet mit der Solar Wind ANisotropies (SWAN)-Kamera an Bord des Solar and Heliospheric Observatory (SOHO) im ultravioletten Licht der Lyman-α-Linie des Wasserstoffatoms beobachtet. Daraus konnte die Produktionsrate von Wasser (mit einem Maximum von 158 Tonnen/s am 8. Juli) und deren zeitliche Veränderung bestimmt werden. Die Ergebnisse passten zu einem „dynamisch alten“ Kometen, der bereits mindestens einmal in Sonnennähe gewesen war, wie es auch die Bahnbestimmung des Kometen ergab.
Kurz nach seinem Periheldurchgang wurde der Komet bereits wieder am Taghimmel vom 9. Juli bis zum 1. August an 5 Tagen mit der Infrared Telescope Facility am Mauna-Kea-Observatorium auf Hawaiʻi im Infraroten beobachtet. Anschließend erfolgten noch weitere Beobachtungen am 4. und 6. August mit NIRSPEC (Near Infra-Red Spektrograph) am Keck-Observatorium ebenfalls auf Hawaiʻi. Mit hochauflösender Spektrografie wurden 12 Moleküle nachgewiesen, neun primäre flüchtige Substanzen (H2O, HCN, NH3, CO, C2H2, C2H6, CH4, CH3OH und H2CO) und 3 Radikale als Zerfallsprodukte (CN, NH2 und OH). Die Mengenverhältnisse der Substanzen veränderten sich deutlich während der Beobachtungskampagne, was auf eine heterogene chemische Zusammensetzung des Kometenkerns hinweist.

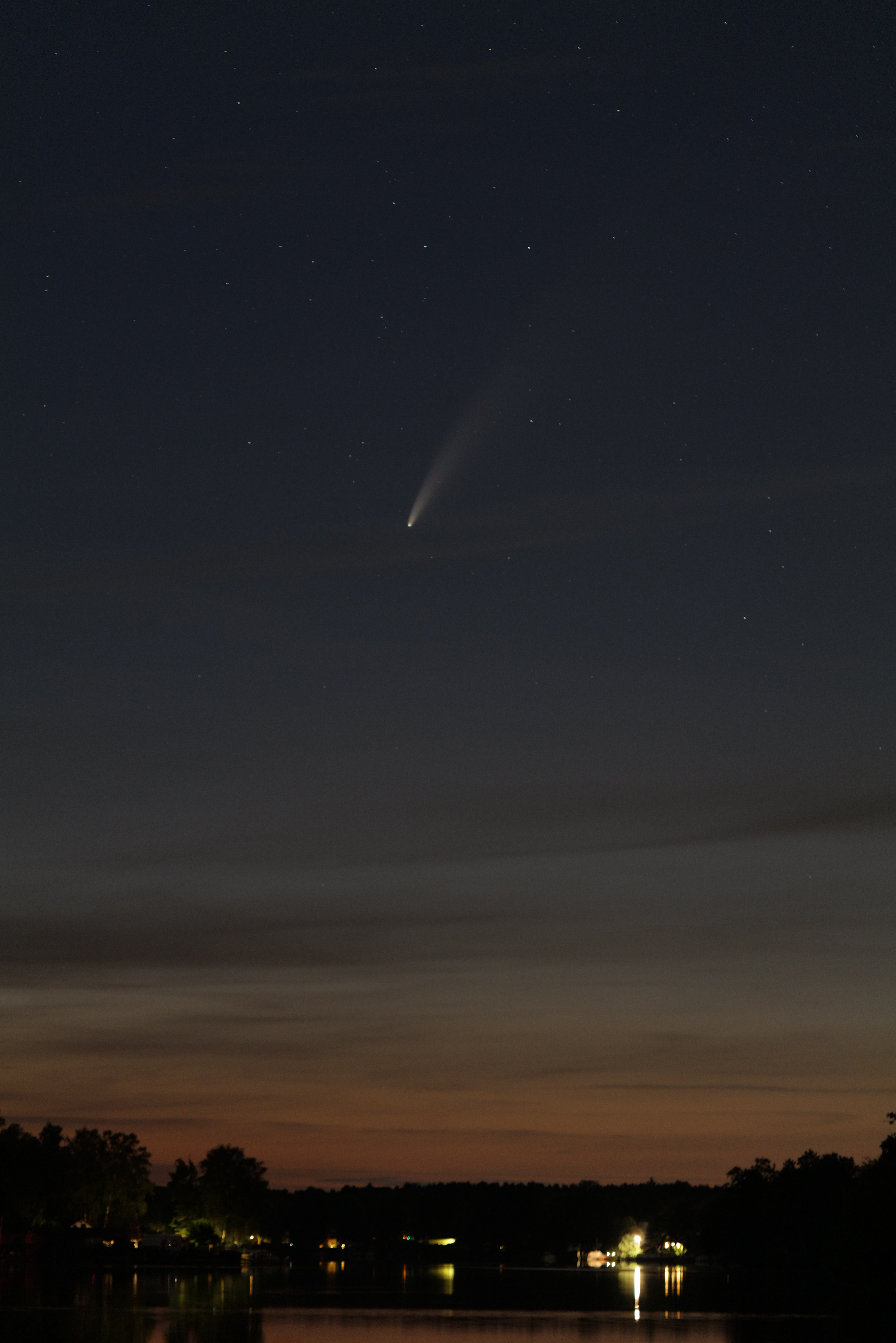
NEOWISE am 13. Juli über der Havel in Berlin-Haselhorst

Spektren, die am 10. Juli mit einem 20-cm-Teleskop am Kenting-Observatorium und am 11. Juli mit einem 15-cm-Teleskop am Lulin-Observatorium in Taiwan aufgenommen wurden, zeigten starke Natrium-D-Linien rund um den Kometenkern. Die Emissionslinien von Natrium erscheinen nur selten in Kometenspektren und nur wenige Kometen wie C/1996 B2 (Hyakutake) und C/1995 O1 (Hale-Bopp) zeigten diese. Die Natriumatome könnten direkt vom Kometenkern freigesetzt worden sein oder wahrscheinlicher aus Staubpartikeln aus Koma und Staubschweif stammen. An der Friedrich-Schiller-Universität Jena wurde der Komet mit dem Échelle-Spektrographen FLECHAS an einem 90-cm-Teleskop an 5 Tagen vom 21. bis 31. Juli beobachtet. Im Spektrum konnten permanent die Linien von C2, NH2 und neutralem Sauerstoff gefunden werden. Die Natrium-D-Linie konnte noch am 21. und 23. Juli mit stark abnehmender Tendenz beobachtet werden, danach nicht mehr.
Am 22. und 23. Juli wurden Spektrogramme mit dem Hanle Faint Object Spectrograph (HFOSC) am Himalayan Chandra Telescope (HCT) in Indien aufgenommen. Die Spektren zeigten starke Emissionslinien von CN, C3 und C2. Am 24. Juli und 11. August wurden Spektrogramme am McDonald-Observatorium in Texas am 2,7-m-Teleskop aufgenommen. Die hochaufgelösten Spektren decken den Wellenlängenbereich von 370 nm bis über 1000 nm ab und zeigen Emissionslinien von CN, C3, C2, CH, NH2, Na and neutralem Sauerstoff. Mit dem Échelle-Spektrographen HARPS-N am Telescopio Nazionale Galileo (TNG) auf La Palma wurde am 26. Juli ein hochaufgelöstes Spektrogramm erstellt, dass den Wellenlängenbereich zwischen 383 und 693 nm abdeckt. Es wurden die Emissionslinien von CN, C2, C3, NH2 und neutralem Sauerstoff quantitativ ausgewertet und die Produktionsraten der Moleküle bestimmt. Aus der Intensität der Sauerstofflinie bei 630 nm wurde die Produktionsrate von Wasser abgeleitet. Das Messergebnis stimmte mit der Messung durch das SOHO/SWAN-Instrument überein.
Vom 21. bis 24. Juli 2020 wurde am Krim-Observatorium bei Simejis die lineare Polarisation des Kometenlichts im Spektralbereich 570–700 nm gemessen. Der Polarisationsgrad erreichte bei einem Phasenwinkel der Sonneneinstrahlung von etwa 80° 25 %. Die Beobachtungsdaten deuteten darauf hin, dass die Polarisation in der Nähe des Kometenkerns geringer war als in einem Winkelabstand von 1–2′ davon.

### Radioastronomie
Am 16. Juli erfolgte in kurzem Abstand hinter dem Kometenkern eine Bedeckung des Quasars 3C 196 (ein Schwarzes Loch in einer entfernten Galaxie) durch den Kometenschweif. Innerhalb eines Zeitraums von 5 Stunden bewegte sich der Schweif nahezu rechtwinklig über den Quasar hinweg und bot so die Möglichkeit einer Profilaufnahme des Schweifs mit dem Low-Frequency Array (LOFAR)-Radiointerferometer, um turbulente Dichteschwankungen und deren Dynamik zu beobachten. Während eines Zeitraums von etwa 25 Minuten konnten dabei starke Szintillationen im gemessenen Frequenzbereich von 110–189 MHz festgestellt werden, als deren Ursache Streuung im Plasmaschweif des Kometen als wahrscheinlichste Ursache identifiziert wurde.
Vom 22. Juli bis 7. August wurde der Komet mit dem 30-m-Radioteleskop am Institut für Radioastronomie im Millimeterbereich (IRAM) in Spanien und dessen NOrthern Extended Millimeter Array (NOEMA)-Radiointerferometer in den französischen Alpen beobachtet. Es wurden dabei die Produktionsraten von HCN, HNC, CH3OH, CS, H2CO, CH3CN, H2S und CO sowie obere Grenzwerte für sechs andere Substanzen bestimmt. Die Werte wurden mit denen von Wasser in Relation gesetzt und mit denen anderer Kometen verglichen.

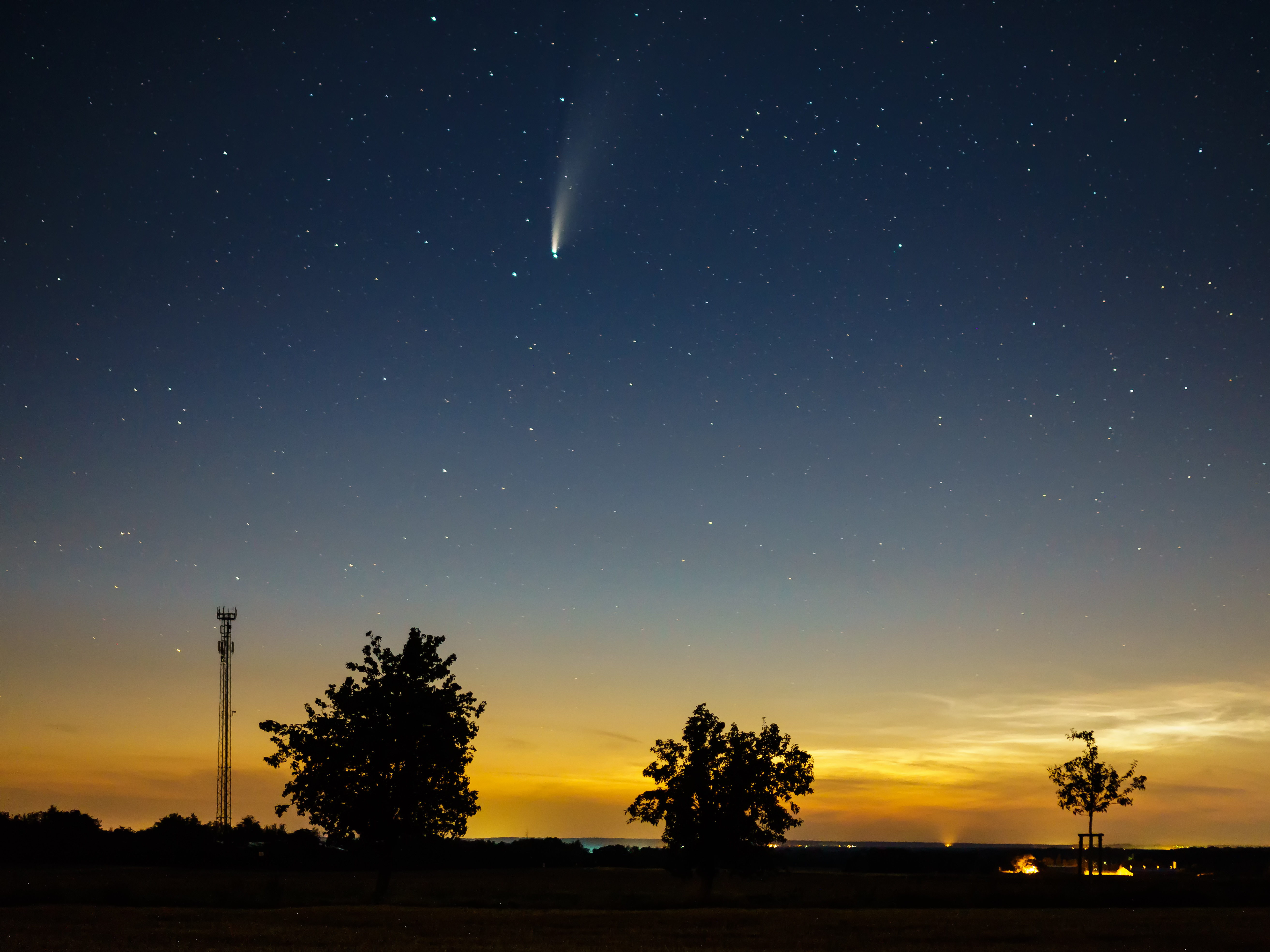
Der Komet am 18. Juli am Abendhimmel über Schildau in Sachsen. Direkt unter dem Kometenkopf der Stern ι UMa, etwas links unterhalb κ UMa

Am 30. Juli wurde der Komet mit dem Giant Metrewave Radio Telescope (GMRT), einem Radiointerferometer in Indien, im Frequenzbereich 1050–1450 MHz beobachtet und Intensitätsmessungen des Kontinuums und der Absorptionslinie von neutralem Wasserstoff vorgenommen.
Am Arecibo-Observatorium wurde der Komet mit dem 305-m-Radioteleskop am 31. Juli 2020 über einen Zeitraum von etwa zwei Stunden bei einem Sonnenabstand von 0,82 AE beobachtet. Gemessen wurde die Intensität des Hydroxyl-Radikals OH bei 18 cm Wellenlänge. Es wurde eine Produktionsrate für OH von etwa 3,6∙1028 Molekülen pro Sekunde bestimmt. Weitere bereits geplante Beobachtungen konnten nicht mehr durchgeführt werden wegen des Kabelbruchs und der Beschädigung des Teleskops am 20. August.

### Sonstiges
Der Komet NEOWISE zeigte einen stark strukturierten Staubschweif, ähnlich hervortretende und von der Erde aus erkennbare Details zeigten zuletzt C/2006 P1 (McNaught) für Beobachter auf der Südhalbkugel und C/1995 O1 (Hale-Bopp) für Beobachter auf der Nordhalbkugel. Eine Vielzahl von photographischen Aufnahmen des Kometen von Amateurastronomen wurden herangezogen, um Modellierungen der Staubschweifentwicklung mit ihnen abzugleichen. Dazu wurden die erkennbaren Strukturen wie Bänder und Striae ausgewertet, um Parameter für den Zeitpunkt der Staubemission und dessen Ausbreitung zu ermitteln. Auch der kurze Zeit erkennbare Natriumschweif wurde auf diese Weise parametrisiert.
Mit dem Gemini Multi-Object Spectrograph (GMOS-N) am Gemini-Observatorium Nord auf Hawaiʻi wurde am 28. Juli und am 10. August die Kometenkoma beobachtet und sich schnell ausdehnende spiralige Strukturen gefunden, die durch den rotierenden Kometenkern verursacht waren. Es konnte daraus eine Rotationsperiode des Kerns von 7,58 ± 0,03 h abgeleitet werden.
Ein Team aus Forschern beobachtete im Zeitraum vom 7. Juli bis zum 3. September die Koma des Kometen mit Teleskopen unterschiedlicher Größe. Federführend vom Istituto Nazionale di Astrofisica wurden die erhaltenen Aufnahmen für morphologische Analysen der inneren Koma aufbereitet. In der Koma waren spiralförmige Strukturen zu erkennen, die sich um den Kern ausdehnten und aus denen eine Expansionsgeschwindigkeit von etwa 1,1 km/s abgeschätzt wurde. Unter der Annahme, dass sich nach jeder Rotation des Kometen eine neue Hülle bildete, wurde eine Periode von 7,8 ± 0,2 h abgeleitet. Die Koma-Morphologie schien mit zwei starken, diametral entgegengesetzten Staubquellen zusammenzuhängen, die sich in mittleren Breiten auf dem Kern befanden. Eine dritte Quelle könnte sich in Polnähe befunden haben.

## Umlaufbahn

NEOWISE bewegt sich am 6. August 2020 am Kugelsternhaufen Messier 53 vorbei

Für den Kometen konnte aus 1313 Beobachtungsdaten über einen Zeitraum von 438 Tagen eine langgestreckte elliptische Umlaufbahn bestimmt werden, die um rund 129° gegen die Ekliptik geneigt ist. Die Bahn des Kometen verläuft damit stark angestellt gegen die Bahnebenen der Planeten, und er durchläuft seine Bahn relativ zu diesen im gegenläufigen Sinn (retrograd). Im sonnennächsten Punkt (Perihel), den der Komet am 3. Juli 2020 durchlaufen hat, war er etwa 44,1 Mio. km von der Sonne entfernt und befand sich innerhalb des Bereichs der Umlaufbahn des Merkur. Am 12. Juli zog er in etwa 58,5 Mio. km Abstand am Merkur vorbei, an der Venus in etwa 86,1 Mio. km Distanz am 14. Juli. Am 23. Juli erreichte er mit etwa 103,5 Mio. km (0,69 AE) die größte Annäherung an die Erde.
Nach den Bahnelementen, wie sie in der JPL Small-Body Database angegeben sind und die keine nicht-gravitativen Kräfte auf den Kometen berücksichtigen, hatte seine Bahn lange vor der Passage des inneren Sonnensystems noch eine Exzentrizität von etwa 0,99891 und eine Große Halbachse von etwa 272 AE, so dass seine Umlaufzeit bei 4475 Jahren lag. Sein letzter Periheldurchgang könnte möglicherweise um das Jahr −2454 (Unsicherheit ±4 ½ a) erfolgt sein.
Durch die Anziehungskraft der Planeten, insbesondere bei den relativ entfernten Vorbeigängen am Jupiter am 20. September 2020 in etwa 4 ¼ AE und am Saturn am 8. November 2020 in etwa 9 AE Abstand, wird seine Bahnexzentrizität auf etwa 0,99919 und seine große Halbachse auf etwa 359 AE vergrößert, so dass sich die Umlaufzeit auf etwa 6800 Jahre erhöht. Wenn der Himmelskörper um das Jahr 5418 den sonnenfernsten Punkt (Aphel) seiner Bahn erreicht, wird er etwa 107 Mrd. km von der Sonne entfernt sein, fast 718-mal so weit wie die Erde und 24-mal so weit wie Neptun. Seine Bahngeschwindigkeit im Aphel beträgt dann nur etwa 0,032 km/s. Der nächste Periheldurchgang des Kometen wird möglicherweise um das Jahr 8815 (Unsicherheit ±9 a) stattfinden.